# 拉肖恩·梅里特
拉肖恩·梅里特（英語：LaShawn Merritt，1986年6月27日—），非裔美国短跑运动员，專攻短跑，为2008年北京奥运会400米金牌和4 × 400米接力赛金牌得主，当时他以43.74秒成为400米史上第六快的冠军选手。他也是世界田径锦标赛2007年、2009年、2011年和2013年4 × 400米接力赛冠军，以及2009年、2013年400米冠军。
2016年8月14日，他以43.85秒的成绩赢得里约奥运会男子400米铜牌。

## 外部連結
- 拉肖恩·梅里特在的頁面
- 拉肖恩·梅里特的Facebook專頁
- Official website （页面存档备份，存于）

| 獎項                   | 獎項                        | 獎項                   |
| ---------------------- | --------------------------- | ---------------------- |
| 前任者： 贾森·理查德森 | 美国田径年度青年运动员 2004 | 繼任者： Ebony Collins |